# Kotlina (Měděnec)
Kotlina (německy Köstelwald) je malá vesnice, část obce Měděnec v okrese Chomutov v Ústeckém kraji. Nachází se v Krušných horách v nadmořské výšce okolo 830 metrů asi dva kilometry na severovýchod od Měděnce. Založena byla v patnáctém století a její obyvatelé se živili především prací v lese, chovem dobytka a později také výrobou drobného textilního zboží. Po druhé světové válce se téměř vylidnila a po výstavbě vodní nádrže Přísečnice v sedmdesátých letech dvacátého století byla většina domů zbořena. Z původní vesnice se dochovalo jen několik domů a kaple. Kotlina je také název katastrálního území o rozloze 4,04 km². Patří k němu také zaniklá vesnice Venkov, na jejímž místě stojí několik desítek rekreačních chat.

## Název
Vesnice měla původně německý název Kesselwald, který lze přeložit jako les v kotlině. V historických pramenech se jméno vyskytuje ve tvarech: keslwald (1602), Kesselwaldt (1628), Köstelwald (1785) nebo Köstlwald (1854). Po názvem Köstelwald byla ves vedena i v období první republiky.

## Historie
V první polovině patnáctého století se v místech vesnice nacházel pouze les zvaný in Kessli. Patřil pánům ze Šumburka a připomíná ho smlouva o rozdělení rodového majetku z roku 1431. První písemná zmínka o vesnici pochází až z roku 1453, kdy Vilém z Ilburka prodal zadlužené panství hradu Šumburk Fictumům. Další dějiny sdílela Kotlina s Měděncem, se kterým ji roku 1628 koupili Šlikové a připojili ji k hauenštejnskému panství.

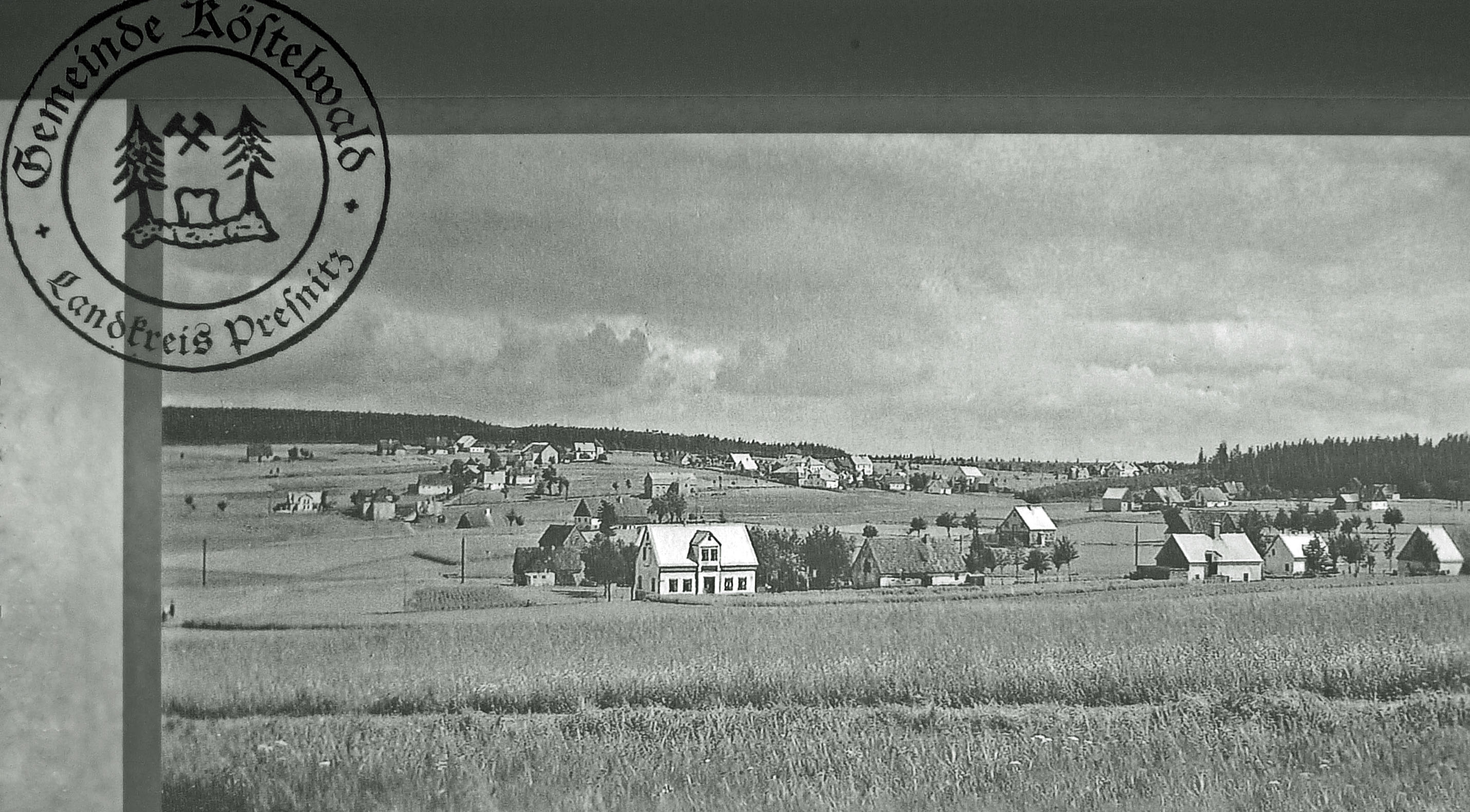
Kotlina ve třicátých letech dvacátého století

Obyvatelé vesnice se zpočátku živili zpracováním dřeva pro okolní doly a později zde žili i horníci. Během třicetileté války krajem často táhla vojska, kterým vesnice musela platit kontribuci. Podle berní ruly z roku 1654 ve vsi stálo osm chalup, z nichž bylo šest pustých. Žili zde pouze dva chalupníci a dva zahradníci. Zdrojem jejich obživy byl chov dobytka. Dohromady jim patřilo šest krav, deset jalovic a sedm koz.
Vysoká nadmořská výška a poloha na planině vystavené silným větrům neposkytuje příznivé podmínky pro zemědělství. Po útlumu dolů lidé pracovali nadále v lesích, na místní pile nebo v malých továrnách v okolních vesnicích. Důležitým zdrojem příjmů byla domácí výroba krajek, pozamentů a jiného drobného textilního zboží. Muži také odcházeli a cestovali po světě jako hudebníci. Karel Bittersmann z Kotliny tak v letech 1875–1878 vystupoval až v Saigonu a Šanghaji.
Až do roku 1790, kdy Kotlina zřídila vlastní školu, musely děti navštěvovat školy v Měděnci nebo v Přísečnici. Johann Gottfried Sommer ve svém díle z roku 1847 uvádí, že v Kotlině žilo 453 obyvatel v šedesáti domech. Škola zřízená původně v domě čp. 32 přestala ve druhé polovině devatenáctého století stačit, a byla rozšířena na dvoutřídku, která od roku 1876 fungovala v nové budově.
Po vysídlení Němců z Československa se vesnice téměř vylidnila a dosídlit se ji nepodařilo. Její dolní část se v sedmdesátých letech dvacátého století ocitla v prvním ochranném pásmu vodní nádrže Přísečnice, a většina domů byla zbourána. Zůstala stát pouze kaple svaté Anny s několika blízkými domy, které se nacházely v horní části bývalé vesnice. Většina domů, které v katastrálním území Kotliny stojí, jsou rekreační objekty v místech zaniklé vesnice Venkov.

## Přírodní poměry
Katastrální území Kotliny se nachází na rozvodí mezi Ohří a saskou Muldou.

## Obyvatelstvo
Při sčítání lidu v roce 1921 zde žilo 458 obyvatel (z toho 222 mužů) německé národnosti, kteří byli kromě jednoho evangelíka příslušníky římskokatolické církve. Podle sčítání lidu z roku 1930 měla vesnice 526 obyvatel: deset Čechoslováků, 511 Němců, jednoho obyvatele jiné národnosti a čtyři cizince. Kromě římských katolíků mezi nimi byli také tři evangelíci, jeden žid, jeden příslušník nezjišťovaných církví a tři lidé bez vyznání.
|           | 1869 | 1880 | 1890 | 1900 | 1910 | 1921 | 1930 | 1950 | 1961 | 1970 | 1980 | 1991 | 2001 | 2011 | 2021 |
| --------- | ---- | ---- | ---- | ---- | ---- | ---- | ---- | ---- | ---- | ---- | ---- | ---- | ---- | ---- | ---- |
| Obyvatelé | 493  | 512  | 583  | 670  | 574  | 458  | 526  | 8    | 12   | 11   | 10   | 9    | 8    | 7    | 6    |
| Domy      | 66   | 78   | 73   | 87   | 87   | 89   | 90   | 76   | 3    | 3    | 3    | 4    | 4    | 5    | 6    |

## Obecní správa

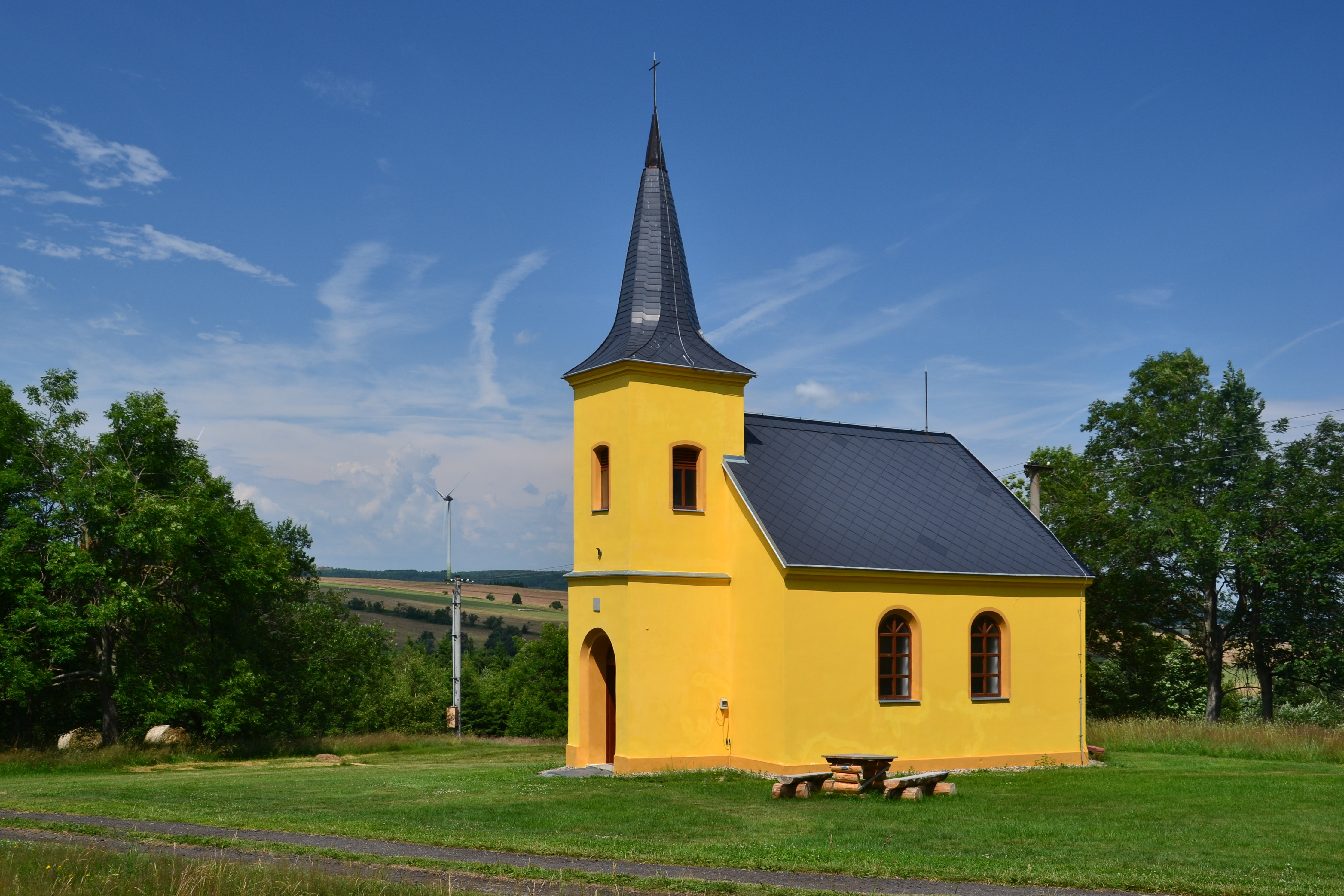
Kaple svaté Anny

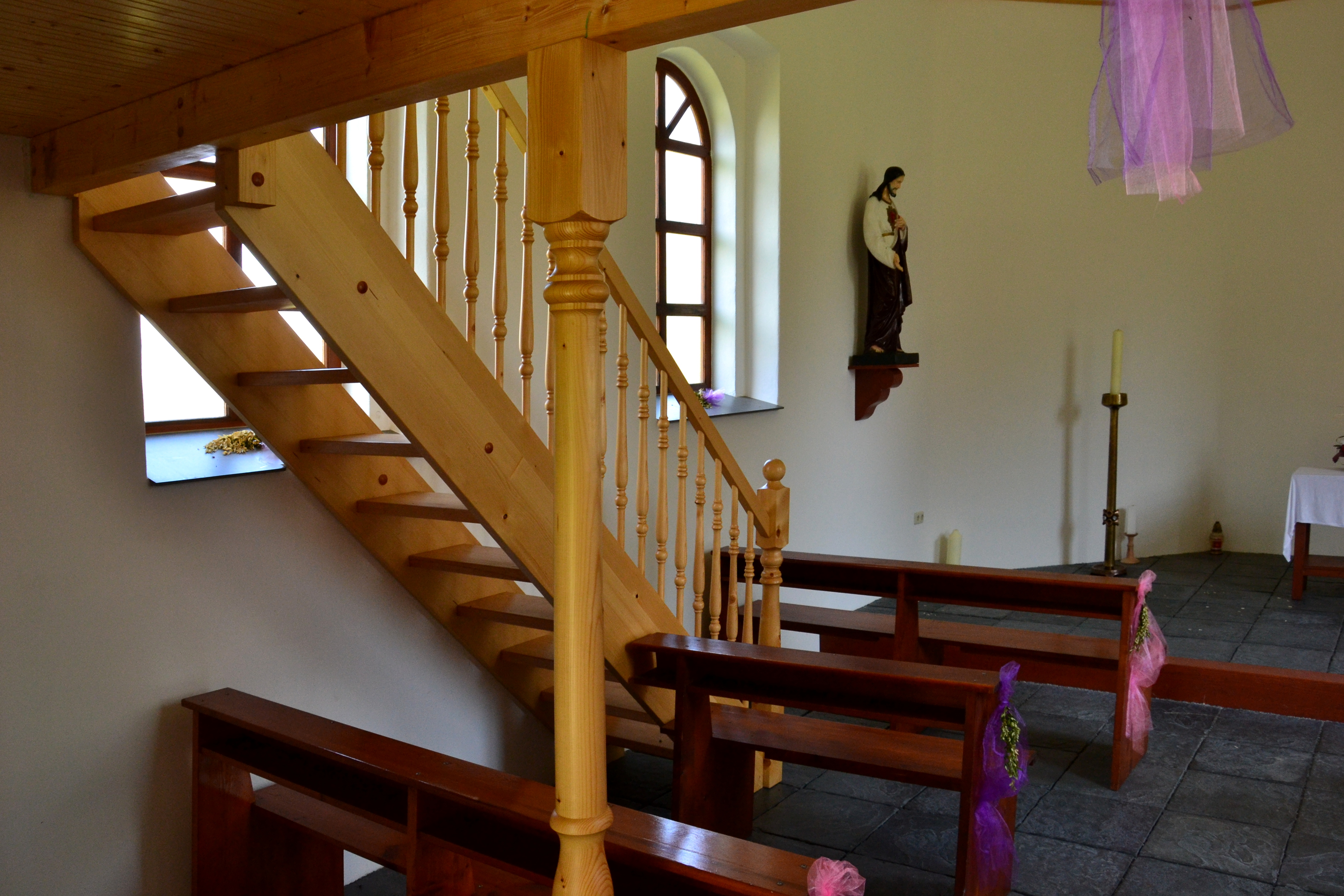
Interiér kaple

Po zrušení poddanství se Kotlina roku 1850 stala samostatnou obcí s osadou Venkov. V roce 1869 patřily obě vesnice k Měděnci v okrese Kadaň, ale v letech 1880 a 1890 je Kotlina uváděna znovu jako obec okresu Kadaň s osadou Venkov. Mezi lety 1900 a 1930 byla obec převedena do okresu Přísečnice. Vzhledem k poklesu počtu obyvatel po druhé světové válce Kotlina jako obec zanikla a i s Venkovem se roku 1949 stala součástí obce Dolina v okrese Kadaň. Někdy v období od roku 1956 do 30. června 1960 se Kotlina stala částí obce Přísečnice a od 1. července téhož roku se nachází v okrese Chomutov. Když Přísečnice zanikla, byla Kotlina v období od 30. června 1974 do 31. prosince 1978 částí Kryštofových Hamrů a od 1. ledna 1979 opět patří k Měděnci.